# Бад-Лаухштедт
Бад-Лаухштедт (нем. Bad Lauchstädtо файле) — город в Германии, в земле Саксония-Анхальт. 
Входит в состав района Зале. Подчиняется управлению Бад Лаухштедт.  Население составляет 9222 человека (на 31 декабря 2010 года). Занимает площадь 25,20 км². Официальный код  —  15 2 61 004.
Город подразделяется на 4 городских района.

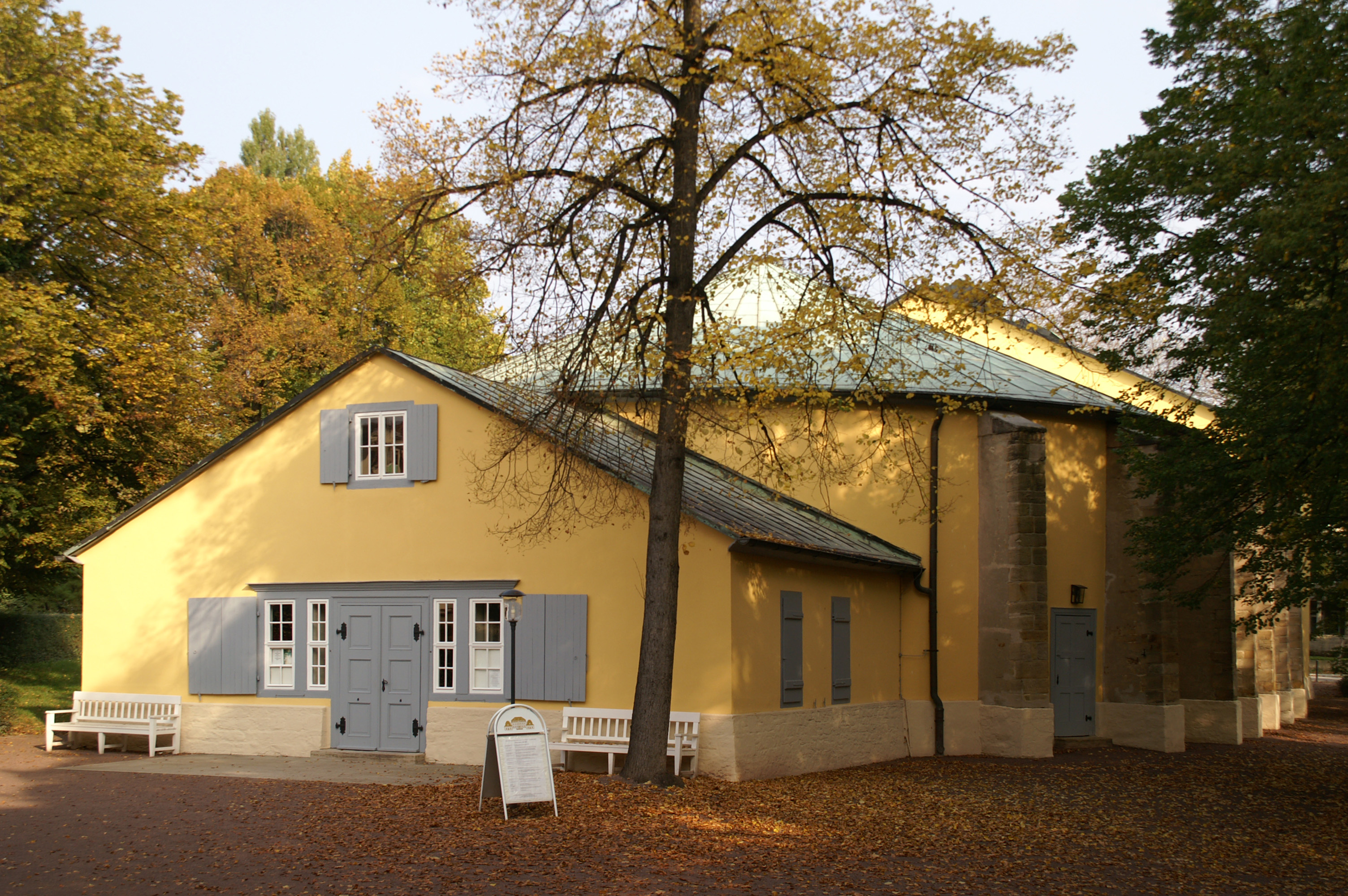
Бад-Лаухштедт